# Najwa Nimri
Najwa Nimri Urrutikoetxea, född den 14 februari 1972, är en spansk skådespelare och sångare.
Nimri har bland annat medverkat i filmen Open Your Eyes. Hon har även medverkat i TV-serierna La casa de papel och Andnöd där hon i den sistnämnda spelade Patricia Segura, en av seriens huvudroller.

## Filmografi (i urval)
- 1997 – Open Your Eyes
- 2019–2021 – La casa de papel (TV-serie)
- 2024–2025 – Andnöd (TV-serie)